# Anabela Moreira (Schauspielerin, 1976)

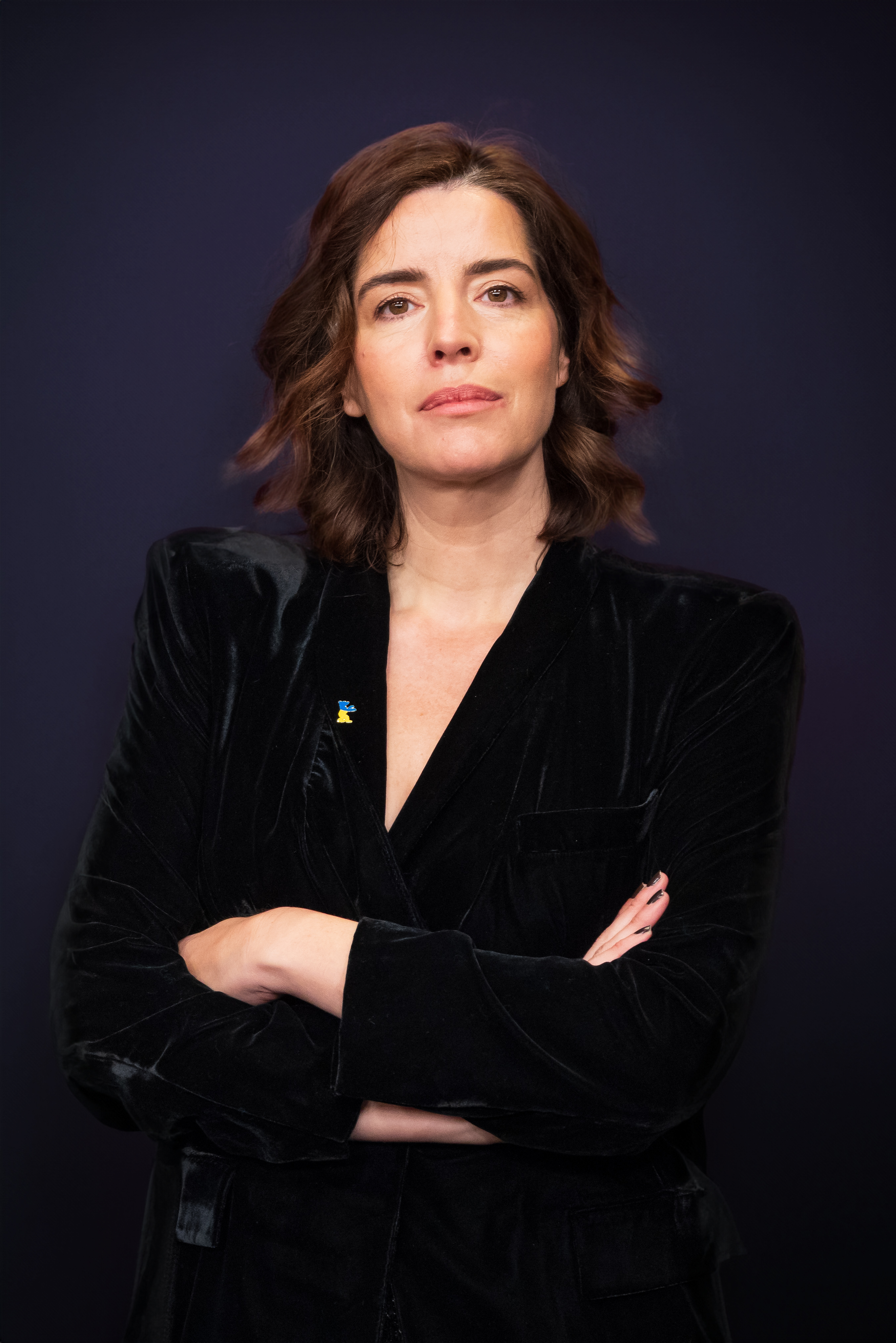
Anabela Moreira, 2023

Anabela das Neves Moreira (* 8. März 1976 in Lissabon) ist eine portugiesische Schauspielerin. Sie ist eine bekannte Fernsehdarstellerin ernster und komischer Rollen und eine renommierte Darstellerin des Portugiesischen Films. Seit 2015 ist sie zudem als Kamerafrau und Regisseurin in Erscheinung getreten.

## Leben

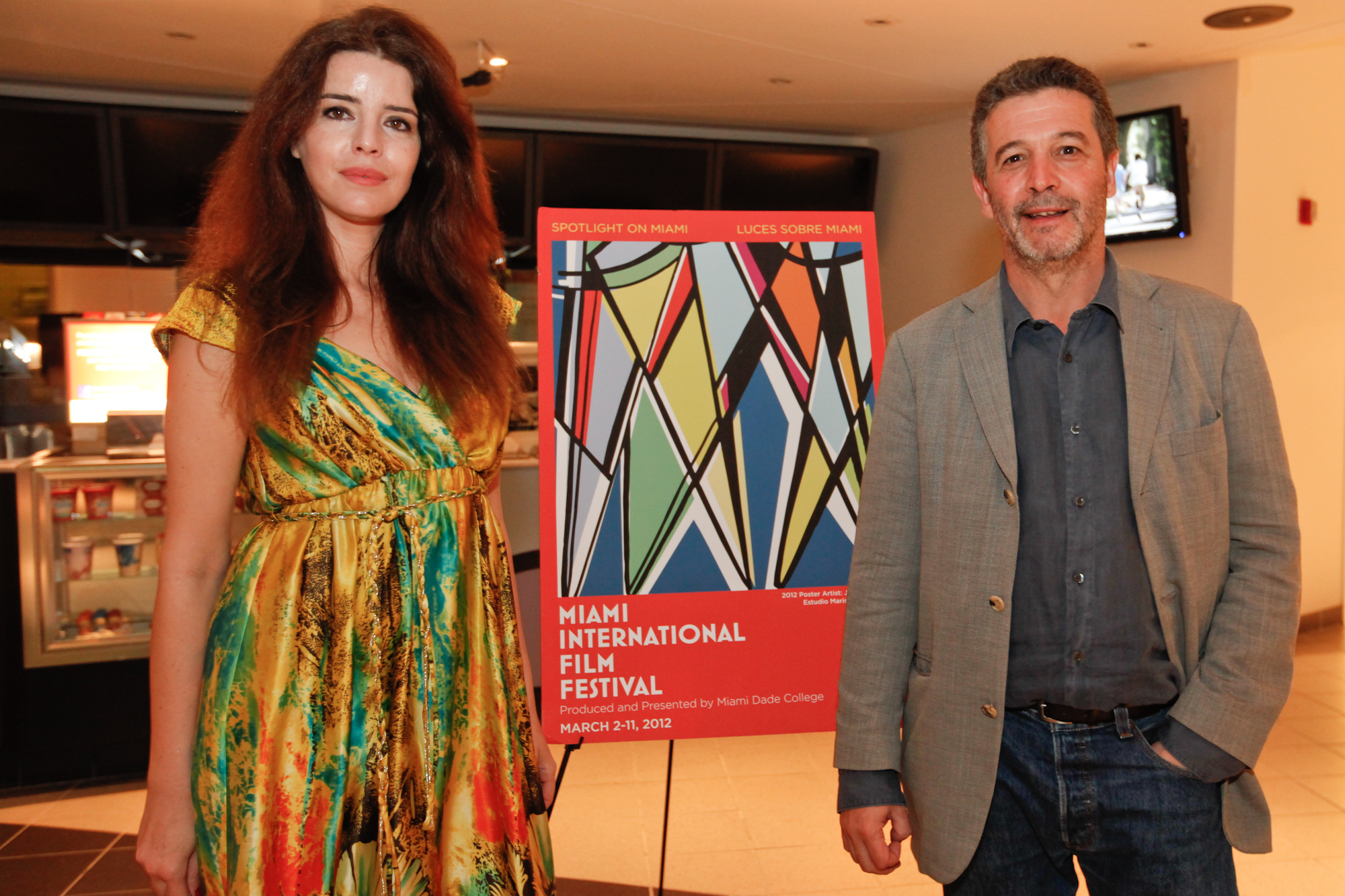
Anabela Moreira mit Regisseur João Canijo beim Filmfestival Miami (2012), wo ihr gemeinsamer Film Sangue do Meu Sangue ausgezeichnet wurde.

Anabela Moreira wuchs in einer streng behüteten Familie in den wohlhabenden westlichen Vororten Lissabons auf. Ihre Zwillingsschwester Catarina wurde Fotografin, die zwei haben einen älteren und einen jüngeren Bruder.
Entgegen dem Willen ihrer Mutter und ihrem vom Portugiesischen Kolonialkrieg geprägten Vater verließ sie unverheiratet das Elternhaus und begann zu modeln. Trotz ihres frühen Interesses am Film (ihr Vater führte ein Kino und sie begann als Teenager zu fotografieren und einfache Filme zu drehen) wandte sie sich zunächst einem Studium der Psychologie und parallel dem Modeln zu, dieses auf Drängen aus ihrem Bekanntenkreis. Erst danach brach sie ihr Studium und ihre parallelen Modeltätigkeiten ab und wandte sich, nach vorhergehenden ersten Erfahrungen in kleineren Rollen, ganz der Schauspielerei zu.
Sie absolvierte erst im Alter von 27 Jahren ihre erste Ausbildung an der Schauspielschule ACT bei Patrícia Vasconcelos. Der Regisseur João Canijo, der sie bereits bei einem Casting für die Fernsehproduktion Riscos 1997 kennengelernt hatte, verpflichtete sie gegen Ende ihres Kurses für seinen Spielfilm Noite Escura, ihre erste bedeutende Schauspielrolle.
Seither zeigte sie sich als wandlungsfähige, in komischen wie ernsten Rollen gleichermaßen überzeugende und sich stark einbringende Schauspielerin, so etwa als einzige professionelle Schauspielerin im halb-dokumentarischen É o Amor, zu dem sie auch das Drehbuch mitschrieb, oder in sowohl komischen als auch ernsten Fernsehserien und Telenovelas. Nachdem Regisseur Canijo sie als Hauptdarstellerin für sein Filmprojekt Mal Nascida engagierte, zog sie zur Vorbereitung für einige Zeit in das Dorf Codessoso, nahm 25 Kilo zu und lebte dort als Viehhirtin. Für den Film Sangue do Meu Sangue verbrachte sie einige Zeit in Padre Cruz, einem sozialen Brennpunkt in der Lissabonner Vorstadt. Mehr noch als Mal Nascida gewann Sangue do Meu Sangue danach eine Vielzahl Preise im In- und Ausland und sorgte für einen weiteren Schub in Moreiras Laufbahn als ernsthafte Schauspielerin. Daneben spielte sie aber immer weiter auch in leichten Fernsehrollen und trat in Unterhaltungsshows auf. Auch im Unterhaltungskino übernahm sie gelegentlich Rollen, so im enorm erfolgreichen O Pátio das Cantigas, einem Remake einer erfolgreichen Comédia portuguesa aus den 1940er Jahren.
Seit 2000 spielte sie auch Theater, jedoch blieb ihr Schwerpunkt bei Film und Fernsehen. Als sie das Kino ihres Vaters erbte, machte sie aus dem Cinema Turim ein Theater, das am 20. Mai 2010 als Teatro Turim unter der Leitung Moreiras und Canijos neu eröffnete. Dort stand sie danach auch mehrmals selbst auf der Bühne, so 2010 in Persona (Inszenierung Canijo) und 2011 in Chorar e Secar von Fernando Villas-Boas (Inszenierung Raquel Dias).
Nachdem sie etwa ab 2013 anfing, für den befreundeten Regisseur Canijo Drehbücher zu schreiben und Kamera-Arbeiten zu übernehmen, ermunterte er sie, sich auch selbst in der Regiearbeit zu versuchen. Nach einem ersten Dokumentarfilm 2015 erschien mit dem Kurzfilm O Dia do Meu Casamento 2016 ihre erste Regiearbeit.

## Filmografie

### Schauspielerin (Auswahl)
| - 2024: Hundschuldig (Le procès du chien) R: Lætitia Dosch - 2023: Mal Viver; R: João Canijo - 2023: Viver Mal; R: João Canijo - 2022–2023: Sangue Oculto (Telenovela, 120 Folgen) - 2022: Nothing Ever Happened (Nunca Nada Aconteceu); R: Gonçalo Galvão Teles - 2022: Nação Valente; R: Carlos Conceição - 2022: Irrlicht (Fogo-Fátuo); R: João Pedro Rodrigues - 2022: A Raínha e a Bastarda (Fernsehserie, 8 Folgen) - 2021: Chegar a Casa (Fernsehserie, 8 Folgen) - 2020: A Generala (Fernsehserie) - 2020: O Atentado (Fernsehserie) - 2020: O Último Banho, R: David Bonneville - 2018: Diamantino, R: Gabriel Abrantes, Daniel Schmidt - 2018: Ruth, R: António Pinhão Botelho - 2017: Fátima, R: João Canijo (als Fátima: Caminhos da Alma 2017 auch TV-Mehrteiler) - 2017: Filha da Lei (Fernsehserie) - 2016: O Dia do Meu Casamento, R: João Canijo (auch Drehbuch und mit Canijo Regie) - 2015: O Pátio das Cantigas, R: Leonel Vieira (2015 auch TV-Mehrteiler) - 2014: Mau Mau Maria, R: José Alberto Pinheiro - 2013–2014: Os Filhos do Rock (Fernsehserie) - 2013: Sinais de Vida (Fernsehserie) | - 2013: É o Amor, R: João Canijo (auch Drehbuch und Kamera) - 2012: O Primogénito, R: António Figueirinhas (Fernsehfilm) - 2012: Obrigação, R: João Canijo - 2011: Lucia Venise, R: Mayanna von Ledebur - 2011: Sangue do Meu Sangue, R: João Canijo - 2009: Salomé, R: Cátia Silva (Kurzfilm) - 2007: Mal Nascida, R: João Canijo - 2007: Corrupção; R: João Botelho - 2006: Marry Me, R: Simon Edwards (Kurzfilm) - 2006: O Novo Programa do Unas (TV-Comedyserie) - 2005: Um Rio Chamado Tempo, uma Casa Chamada Terra, R: José Carlos de Oliveira - 2005: O Fatalista, R: João Botelho - 2005: Carolina, Fernando e Eu, R: Mário Barroso (Fernsehfilm) - 2004: Noite Escura, R: João Canijo - 2003: Lusitana Paixão (Fernsehserie) - 2003: Saber Amar (Fernsehserie) - 2002: O Amor é Kitsch, R: Rita Nunes (Kurzfilm) - 2002: Ruy Blas, R: Jacques Weber (Fernsehfilm) - 2000: Alta Fidelidade, R: Tiago Guedes, Frederico Serra (Fernsehfilm) - 1999: Médico de Família (Fernsehserie, 1 Folge) - 1997: Riscos (Fernsehserie) |

| - 2020: Fojos (Doku, auch Regie) - 2017: A Mim (Doku, Kurzfilm, auch Regie und Drehbuch) - 2017: Diário das Beiras (Doku) - 2015: Portugal – Um Dia de Cada Vez (Doku, auch Regie) | - 2020: Fojos (Doku, auch Kamera) - 2017: A Mim (Doku, Kurzfilm, auch Kamera und Drehbuch) - 2016: O Dia do Meu Casamento (Kurzfilm, auch Drehbuch) - 2015: Portugal – Um Dia de Cada Vez (Doku, auch Kamera) |